# Comissions Unitàries Antiimperialistes
Les Comissions Unitàries Antiimperialistes (COMUNA) són una organització política de l'Uruguai, creada el 2008. Aquest partit polític és considerat hereu del Moviment Revolucionari Oriental (MRO), així com una escissió del Front Ampli.
COMUNA va participar en les eleccions presidencials primàries del 2009 però no va aconseguir la quantitat necessària per presentar-se l'octubre. Els militants d'aquest partit defineixen la seva ideologia com a "esquerra revolucionària". Entre els seus objectius principals destaquen la unió d'un espai classista, antiimperalista i anticapitalista.